# Espartaco (ballet)
Espartaco («Спартак», Spartak, en ruso) es un ballet en tres actos y diez escenas basado en la novela de Raffaello Giovagnoli sobre la vida de Espartaco, compuesto por Aram Jachaturián. Narra las hazañas de Espartaco, el líder de una revuelta de esclavos contra la República romana, conocida como tercera guerra servil, tomándose libertades propias de la novela mencionada, alejadas de los hechos históricos documentados.
Se estrenó el 27 de diciembre de 1956 en el «Teatro de Ópera y Ballet Kírov» (hoy Teatro Mariinski) de San Petersburgo (entonces Leningrado), con libreto de Nikolái Vólkov y coreografía de Leonid Yakobsón; tuvo un éxito discreto debido a que la coreografía abandonaba el tradicional y académico uso de las puntas del ballet clásico.
Su primera puesta en escena en Moscú fue el 12 de marzo de 1958, en el Teatro Bolshói con coreografía de Ígor Moiséyev; sin embargo, el mayor éxito del ballet Espartaco se consiguió con la producción de 1968 que incorporaba el libreto y la coreografía de Yuri Grigoróvich —respetando la escenografía de Vólkov— y que lo convertía en un ballet para cuatro solistas y «corps de ballet».
Espartaco ganó el Premio Lenin de las Artes para su autor en 1959. Sigue siendo una de las composiciones más conocidas de Jachaturián y es habitual en los repertorios tanto del Teatro Bolshói como de otras compañías rusas.

## Argumento
Personajes principales, los cuatro solistas:
- Craso, cónsul romano
- Espartaco, rey tracio cautivo
- Frigia, mujer de Espartaco
- Egina, concubina de Craso

Primer acto: El cónsul romano Craso vuelve a Roma de sus últimas conquistas haciendo una entrada triunfal. Entre los cautivos se encuentra Espartaco, rey tracio, y su mujer, Frigia. Espartaco lamenta su cautividad y se despide amargamente de Frigia que irá con las concubinas de Craso. Para entretener a Craso y a su séquito, Espartaco debe entablar una lucha «a muerte» de gladiadores contra su mejor amigo. Horrorizado por lo que ha hecho, Espartaco inicia una rebelión entre los cautivos.
Segundo acto: Espartaco y su ejército atacan la ciudad. El capitán romano Craso está celebrando una orgía y es asaltado de improviso por el ejército de rebeldes comandado por Espartaco que libera a las esclavas, entre ellas Frigia (celebran su fuga con el famoso Adagio de Espartaco y Frigia). Egina, una concubina de Craso, insiste para que Craso persiga a los fugados inmediatamente.
Tercer acto: Egina descubre el campamento de Espartaco y a la pareja salir de la tienda la mañana siguiente. Avisa a Craso  que, rápidamente, envía su ejército. Luchas intestinas aparecen entre las fuerzas de Espartaco; parecen ganar la batalla pero las tropas romanas se recuperan y confieren un duro golpe a los esclavos. Espartaco acaba empalado; sus seguidores pueden recobrar el cuerpo y Frigia llora su pérdida.

## Otras versiones
- 1958: con coreografía de Ígor Moiséyev en el Teatro Bolshói de Moscú.
- 1968: con coreografía de Yuri Grigoróvich en el Teatro Bolshói de Moscú.
- 1968: con coreografía de László Seregi en el Teatro de la Ópera de Budapest.